# Geron furcifer
Geron furcifer är en tvåvingeart som beskrevs av Hesse 1938. Geron furcifer ingår i släktet Geron och familjen svävflugor. Inga underarter finns listade i Catalogue of Life.